# Wietzen
Wietzen ist eine Gemeinde im Landkreis Nienburg/Weser, Niedersachsen.

## Geographische Lage
Wietzen liegt zwischen Wesermarsch und Geest und gehört zur Samtgemeinde Weser-Aue. Die Kreisstadt Nienburg liegt in 13 km Entfernung.
Südlich von Wietzen entspringt der in die Weser mündende Bückener Mühlenbach.

## Geschichte

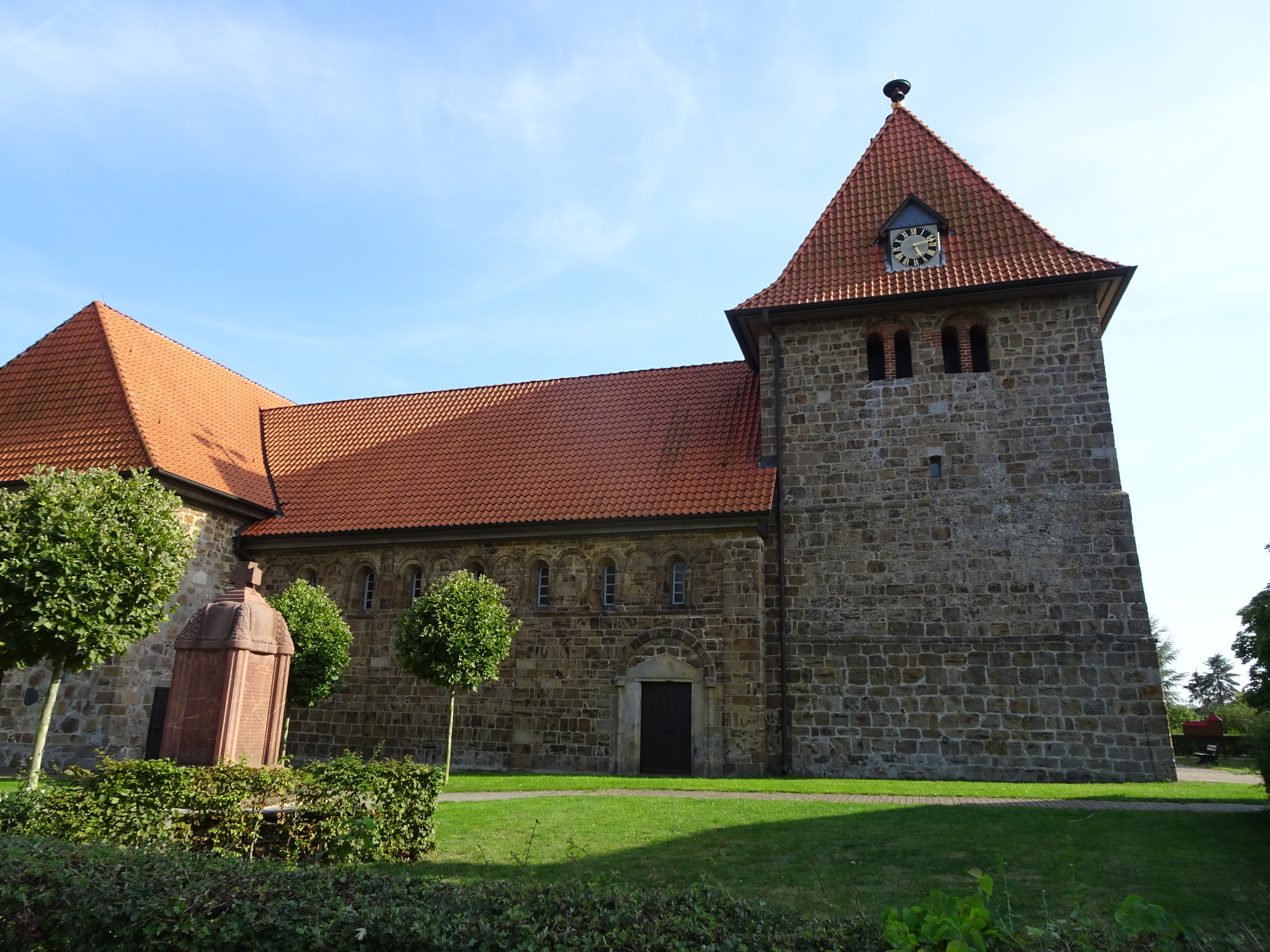
St.-Gangolf-Kirche

Ende des 11. Jahrhunderts wurde im Gebiet der Gemeinde Wietzen die Burg Stumpenhusen erbaut, von der jedoch heute nichts mehr erhalten ist. Der im 19. Jahrhundert noch als Motte erkennbare Burghügel von ca. 40 m Durchmesser im Ortsteil Stumpenhusen wurde völlig einplaniert. Hier saßen bis 1204 die Edelherren, ab 1181 Grafen von Stumpenhusen, Vorfahren der Grafen von Hoya, an die über die Grafen von Wölpe der Besitz nach 1301 überging, wodurch Wietzen seine historische Bedeutung verlor. Auch die Errichtung der bemerkenswerten, heute noch vorhandenen St.-Gangolf-Kirche im 12. Jahrhundert geht auf diesen Adelssitz zurück.

### Eingemeindungen
Im Zuge der Gebiets- und Verwaltungsreform schloss sich die Gemeinde Wietzen zum 1. April 1970 der Samtgemeinde Marklohe an, die am 1. November 2021 in der neugebildeten Samtgemeinde Weser-Aue aufging. Am 1. März 1974 wurde die vorher selbstständige Gemeinde Holte in die Gemeinde Wietzen eingegliedert.

### Einwohnerentwicklung
| Jahr      | 1961 | 1970 | 1987 | 1992 | 1997 | 2002 | 2007 | 2008 | 2009 | 2010 | 2011 |
| --------- | ---- | ---- | ---- | ---- | ---- | ---- | ---- | ---- | ---- | ---- | ---- |
| Einwohner | 2341 | 2287 | 2041 | 2133 | 2260 | 2213 | 2174 | 2148 | 2158 | 2145 | 2113 |

(1961 am 6. Juni, 1970 am 27. Mai, jeweils mit Holte; ab 1987 jeweils am 31. Dezember)
|  |

## Politik

### Gemeinderat
Der Rat der Gemeinde besteht aus zwölf Ratsfrauen und Ratsherren sowie dem nebenamtlichen Bürgermeister.
- CDU 8 Sitze (−1)
- SPD 4 Sitze (±0)
- Bündnis 90/Die Grünen 1 Sitz (+1)

(Stand: Kommunalwahl am 12. September 2021)

### Bürgermeister
In der aktuellen Kommunalwahlperiode (2021–2026) fungiert Hans-Jürgen Bein (CDU) als ehrenamtlicher Bürgermeister der Gemeinde.

## Kultur und Sehenswürdigkeiten

### Museen
Heimatstube Wietzen
1984 wurde im Auftrag des Gemeinderates Wietzen vom Heimatpfleger Heinrich Lüdeke eine Heimatstube in der „Alten Schule“ eingerichtet. Hier sollten die bäuerliche Arbeitswelt, altes Handwerk und dörfliche Wohnkultur vorgestellt werden. 1995 zum ersten Mal räumlich erweitert, verfügt die Heimatstube heute u. a. über Tischler-, Maler-, Stellmacher- und Schmiedewerkstätten. Eine Backstube ist auch vorhanden. 2007 wurde der alte Bahnhofschuppen von 1922 durch den Förderverein der Heimatstube an diesen Standort versetzt und restauriert. Hier werden insbesondere große alte Landmaschinen ausgestellt.
Mit der Grundschule Wietzen verbindet die Heimatstube Wietzen seit vielen Jahren eine Schul- und Museumspädagogische Zusammenarbeit.
Geschichtswerkstatt Wietzen
Sie wurde auf Initiative von Helmut Rode im Januar 2011 eröffnet und steht unter dem Motto der in den 1970er Jahren in Skandinavien gegründeten Geschichtswerkstätten: „Grabe – wo du steht“. Die Dorfgeschichte von Wietzen soll sichtbar gemacht werden gemäß der Aussage des Hans von Keler „Geschichte ist nicht nur Geschehenes, sondern Geschichtetes – also der Boden auf dem wir stehen und bauen“.
Die Geschichtswerkstatt Wietzen möchte den Strom der Dorfgeschichte erarbeiten, „um unserem Leben, dem Leben unserer Bezugsgruppe, unserer gegenwärtigen "Schicht" – einen Sinn zu geben“ (Zit. Rode). Die Geschichtswerkstatt versteht sich als Bestandteil der Heimatstube Wietzen und arbeitet eng mit dem Dorfkulturkreis Wietzen e. V. zusammen. Bisher (Stand: Dezember 2011) wurde ein aktueller Flyer „Wietzener Geschichtszahlen“, die Broschüre „Die St. Gangolf Kirche zu Wietzen – die Grafen von Stumpenhusen“ und ein Band mit den Erzählungen und Gedichten von Elfriede Thies herausgeben.

### Heimatpflege
Dorfkulturkreis Wietzen
Die Landjugend Wietzen und der örtliche Gemischte Chor gründeten 1962 den Dorfkulturkreis Wietzen. Ihr Anliegen war die Nutzung einer Freilichtbühne, um durch Chorgesang und Volkstanz altes heimatliches und bäuerliches Kulturgut zu pflegen und zu erhalten.
Heute gestaltet der Dorfkulturkreis die Vortragsreihe „Wietzen – wie es früher war“, berichtet auf plattdeutsch vom Leben alter Zeiten und stellt das Entstehen und den Werdegang Wietzener Betriebe dar. Jedes Jahr werden mehrere Wanderungen in der Ortschaft Wietzen und Holte und umzu angeboten. Im Sommer zieht ein Sommerfest mit Gottesdienst auf Plattdeutsch, viel kultureller Unterhaltung und dem berühmten Butterkuchen aus dem Steinbackofen alt und jung auf die Mühlbach-Freilichtbühne. So behalten Bürgersinn und Gemeinschaftsgeist immer eine Heimat im Dorf, und Wietzen bleibt Lebensraum von Rang.

### Regelmäßige Veranstaltungen
Bredenbeck's Open
Am Pfingstsonntag findet seit 2002 im Ortsteil Bredenbeck das Crossgolfturnier „Bredenbeck's Open“ statt.

## Wirtschaft und Infrastruktur

### Verkehr
Die Gemeinde liegt direkt an der Bundesstraße 6 von Bremen nach Hannover. In unmittelbarer Nähe führt außerdem die Bundesstraße 214 von Nienburg nach Sulingen durch die Gemarkung.
Der nächste Bahnhof ist in Nienburg an der Hauptstrecke Bremen–Hannover.
Wietzen liegt an der seit 1997 stillgelegten Bahnstrecke Nienburg–Sulingen. Der Personenverkehr wurde hier bereits am 27. September 1969 eingestellt, der Güterverkehr 1992. Der Bahnhof Wietzen wurde zwischenzeitlich abgerissen, die Bahnstrecke jedoch nicht abgebaut (Stand November 2011).

### Wirtschaft
Größter Arbeitgeber in der Gemeinde war die Niederlassung der Wiesenhof Geflügelspezialitäten im Ortsteil Holte. Im Januar 2019 gab Wiesenhof bekannt, den Standort zu schließen, über 200 Festangestellte waren betroffen. Das Werksgelände wurde 2020 von der ACTO GmbH, einem Unternehmen der chemischen Industrie, übernommen.
Weitere Wirtschaftsfaktoren sind die Logistikbranche, das Bauhandwerk und der Einzelhandel. Zudem ist die Landwirtschaft wichtiger Wirtschaftsfaktor in der Gemeinde, auch mit angegliederten Betrieben, wie Landtechnik und Vertrieb der erzeugten Produkte.

## Persönlichkeiten
- Ernst Thoms (1896–1983) war ein Maler der Neuen Sachlichkeit. Er verbrachte von 1978 bis zu seinem Tode den Lebensabend im Ortsteil Langeln.
- Helmut Rode (* 1931) war von 1983–1987 und 1991–1995 Bundestagsabgeordneter der CDU.
- Johann-Heinrich Ahlers (* 1955) war von 2003–2017 Landtagsabgeordneter der CDU im Niedersächsischen Landtag.